# Caroline Alexandra van Eck
Caroline Alexandra van Eck ou Caroline van Eck née le 22 juillet 1959 à Katjwijk, est une historienne de l'art néerlandaise, spécialisée sur l'art et l'architecture de la période moderne.

## Biographie
Caroline van Eck étudie l'histoire de l'art à l'École du Louvre à Paris. Elle étudie les lettres classiques et la philosophie à l'Université de Leyde. En 1994, elle soutient son doctorat en esthétique à l'université d'Amsterdam. Ses recherches portent sur l'histoire et la théorie de l'art et de l'architecture du XVIIIe siècle au début du XIXe siècle et Giovanni Battista Piranesi, Gottfried Semper et Aby Warburg.
Elle enseigne à la Vrije Universiteit Amsterdam et à l' université de Groningen. De 2006 à 2016, elle est professeure d'art et d'architecture avant 1800 à l'université de Leyde. Depuis 2016, elle est professeure d'histoire de l'art à l'Université de Cambridge. Elle est membre du King's College de Cambridge. Elle est professeure Slade de beaux-arts en 2017 à l'Université d'Oxford,,,.
Elle est membre de l'Academia Europaea et de la British Academy.

## Distinctions
- prix Descartes-Huygens, Académie française des sciences morales et politiques, mars 2014[8]

- Chevalière de l'Ordre National du Mérite, 2014[9]
- Grand Prix du Rayonnement de la Littérature et Culture Françaises, Académie française, 2015[10]

## Publications
- (en) Cet article est partiellement ou en totalité issu de l’article de Wikipédia en anglais intitulé « Caroline van Eck » (voir la liste des auteurs).
- Caroline van Eck, Organicism in nineteenth-century architecture: an inquiry into its theoretical and philosophical background, Amsterdam, Architectura & Natura Press, 1993 (ISBN 978-9071570292)
- Caroline van Eck, Classical rhetoric and the visual arts in early modern Europe, Cambridge, Cambridge University Press, 2007 (ISBN 978-0521844352)